# Архимедово тело
Архиме́дово те́ло (или архиме́дов многогра́нник) — выпуклый многогранник, имеющий в качестве граней два или более типов правильных многоугольников, примыкающих к идентичным вершинам.
Здесь «идентичные вершины» означают, что для любых двух вершин существует изометрия всего тела, переводящая одну вершину в другую.
Архимедовы тела отличаются от платоновых тел (правильных многогранников), которые состоят только из одного типа многоугольников в одинаковых вершинах, и от многогранников Джонсона, правильные многоугольные грани которого принадлежат различным типам вершин.
Иногда только требуется, чтобы грани, прилегающие к одной вершине, были изометричными граням при другой вершине. Эта разница в определениях определяет, считается ли удлинённый квадратный гиробикупол (псевдоромбокубооктаэдр) архимедовым телом или многогранником Джонсона — это единственный выпуклый многогранник, в котором многоугольные грани примыкают к вершине одним и тем же способом в каждой вершине, но многогранник не имеет глобальную симметрию, которая бы переводила любую вершину в любую другую. Основываясь на существовании псевдоромбокубооктаэдра, Грюнбаум предложил терминологическое различие, в котором архимедово тело определяется как имеющее одну и ту же вершинную фигуру в каждой вершине (включая удлинённый квадратный гиробикупол), в то время как однородный многогранник определяется как тело, у которого любая вершина симметрична любой другой (что исключает гиробикупол).
Призмы и антипризмы, группами симметрий которых являются диэдрические группы, обычно не считаются архимедовыми телами, несмотря на то, что они подпадают под определение, данное выше. С этим ограничением существует только конечное число архимедовых тел. Все тела, кроме удлинённого квадратного гирокупола, можно получить построениями Витхоффа из платоновых тел с помощью тетраэдральной, октаэдральной и икосаэдральной симметрий.

## Источник названия
Архимедовы тела названы по имени Архимеда, обсуждавшего их в ныне потерянной работе. Папп ссылается на эту работу и утверждает, что Архимед перечислил 13 многогранников. Во времена Возрождения художники и математики ценили чистые формы и переоткрыли их все. Эти исследования были почти полностью закончены около 1620 года Иоганном Кеплером, который определил понятия призм, антипризм и невыпуклых тел, известных как тела Кеплера — Пуансо.
Кеплер, возможно, нашёл также удлинённый квадратный гиробикупол (псевдоромбокубооктаэдр) — по меньшей мере, он утверждал, что имеется 14 архимедовых тел. Однако его опубликованные перечисления включают только 13 однородных многогранников, и первое ясное утверждение о существовании псевдоромбоикосаэдра было сделано в 1905 Дунканом Соммервилем.

## Классификация
Существует 13 архимедовых тел (не считая удлинённого квадратного гиробикупола; 15, если учитывать зеркальные отражения двух энантиоморфов, которые ниже перечислены отдельно).
Здесь вершинная конфигурация относится к типам правильных многоугольников, которые примыкают к вершине. Например, вершинная конфигурация (4,6,8) означает, что квадрат, шестиугольник и восьмиугольник встречаются в вершине (порядок перечисления берётся по часовой стрелке относительно вершины).
| Название (Альтернативное название)                         | Шлефли Коксетер          | Прозрачный | Непрозрачный | Развёртка | Вершинная фигура | Граней | Граней                                              | Рёбер | Вершин | Объём (при единич- ном ребре) | Группа точек |
| ---------------------------------------------------------- | ------------------------ | ---------- | ------------ | --------- | ---------------- | ------ | --------------------------------------------------- | ----- | ------ | ----------------------------- | ------------ |
| Усечённый тетраэдр                                         | {3,3} ·                  | (Вращение) |              |           | 3.6.6            | 8      | 4 треугольника 4 шестиугольника                     | 18    | 12     | 2.710576                      | Td           |
| Кубооктаэдр (ромботетраэдр)                                | r{4,3} или rr{3,3} · или | (Вращение) |              |           | 3.4.3.4          | 14     | 8 Треугольников 6 квадратов                         | 24    | 12     | 2.357023                      | Oh           |
| Усечённый куб                                              | t{4,3} ·                 | (Вращение) |              |           | 3.8.8            | 14     | 8 треугольников 6 восьмиугольников                  | 36    | 24     | 13.599663                     | Oh           |
| Усечённый октаэдр (усечённый тетратераэдр)                 | t{3,4} или tr{3,3} · или | (Вращение) |              |           | 4.6.6            | 14     | 6 квадратов 8 шестиугольников                       | 36    | 24     | 11.313709                     | Oh           |
| Ромбокубооктаэдр (малый ромбокубооктаэдр)                  | rr{4,3} ·                | (Вращение) |              |           | 3.4.4.4          | 26     | 8 треугольников 18 квадратов                        | 48    | 24     | 8.714045                      | Oh           |
| Усечённый кубооктаэдр (большой ромбокубооктаэдр)           | tr{4,3} ·                | (Вращение) |              |           | 4.6.8            | 26     | 12 квадратов 8 шестиугольников 6 восьмиугольников   | 72    | 48     | 41.798990                     | Oh           |
| Курносый куб, или плосконосый куб (плосконосый кубоктаэдр) | sr{4,3} ·                | (Вращение) |              |           | 3.3.3.3.4        | 38     | 32 треугольника 6 квадратов                         | 60    | 24     | 7.889295                      | O            |
| Икосододекаэдр                                             | r{5,3} ·                 | (Вращение) |              |           | 3.5.3.5          | 32     | 20 треугольников 12 пятиугольников                  | 60    | 30     | 13.835526                     | Ih           |
| Усечённый додекаэдр                                        | t{5,3} ·                 | (Вращение) |              |           | 3.10.10          | 32     | 20 треугольников 12 десятиугольников                | 90    | 60     | 85.039665                     | Ih           |
| Усечённый икосаэдр                                         | t{3,5} ·                 | (Вращение) |              |           | 5.6.6            | 32     | 12 пятиугольников 20 шестиугольников                | 90    | 60     | 55.287731                     | Ih           |
| Ромбоикосододекаэдр (малый ромбоикосододекаэдр)            | rr{5,3} ·                | (Вращение) |              |           | 3.4.5.4          | 62     | 20 треугольников 30 квадратов 12 пятиугольников     | 120   | 60     | 41.615324                     | Ih           |
| Ромбоусечённый икосододекаэдр                              | tr{5,3} ·                | (Вращение) |              |           | 4.6.10           | 62     | 30 квадратов 20 шестиугольников 12 десятиугольников | 180   | 120    | 206.803399                    | Ih           |
| Плосконосый додекаэдр (плосконосый икосододекаэдр)         | sr{5,3} ·                | (Вращение) |              |           | 3.3.3.3.5        | 92     | 80 треугольников 12 пятиугольников                  | 150   | 60     | 37.616650                     | I            |

Некоторые определения полуправильных многогранников включают ещё одно тело — удлинённый квадратный гиробикупол или «псевдоромбокубооктаэдр».

## Свойства
Число вершин равно отношению 720° к угловому дефекту при вершине.
Кубоктаэдр и икосододекаэдр являются рёберно однородными и называются квазиправильными.
Двойственные многогранники архимедовых тел называются каталановыми телами. Вместе с бипирамидами и трапецоэдрами они являются однородными по граням телами с правильными вершинами.

### Хиральность
Плосконосый куб и плосконосый додекаэдр хиральны, поскольку они появляются в левостороннем и правостороннем вариантах. Если что-то имеет несколько видов, которые являются трёхмерным зеркальным отражением друг друга, эти формы называют энантиоморфами (это название применяется также для некоторых форм химических соединений).

## Построение архимедовых тел

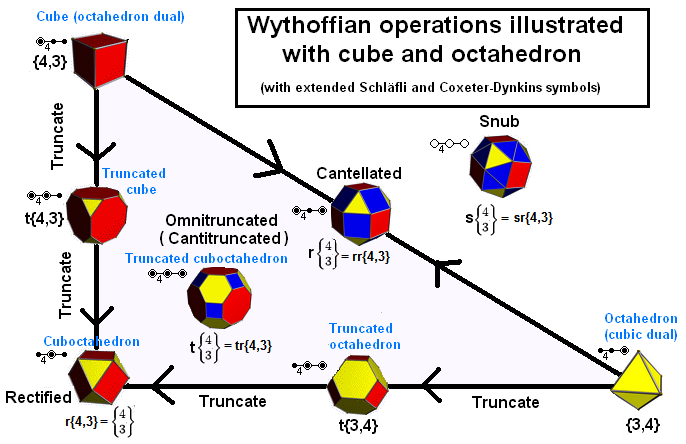
Архимедовы тела могут быть построены с помощью положения генератора в калейдоскопе

Различные архимедовы и платоновы тела могут быть получены друг из друга с помощью пригоршни операций. Начиная с платоновых тел можно использовать операцию усечения углов. Для сохранения симметрии усечение делается плоскостью, перпендикулярной прямой, соединяющей угол с центром многоугольника. В зависимости от того, насколько глубоко проводится усечение (см. таблицу ниже), получим различные платоновы и архимедовы (и другие) тела. Растяжение или скашивание осуществляется путём движения граней (в направлении) от центра (на одно и то же расстояние, чтобы сохранить симметрию) и созданием, затем, выпуклой оболочки. Расширение с поворотом осуществляется также вращением граней, это ломает прямоугольники, возникающие на местах рёбер, на треугольники. Последнее построение, которое мы здесь приводим, это усечение как углов, так и рёбер. Если игнорировать масштабирование, расширение можно также рассматривать как усечение углов и рёбер, но с определённым отношением между усечениями углов и рёбер.
| Симметрия                                     | Симметрия         | Тетраэдральная            | Октаэдральная         | Октаэдральная         | Икосаэдральная                | Икосаэдральная                |
| Начальное тело Операция                       | Символ · {p, q} · | Тетраэдр {3,3}            | Куб {4,3}             | Октаэдр {3,4}         | Додекаэдр {5,3}               | Икосаэдр {3,5}                |
| --------------------------------------------- | ----------------- | ------------------------- | --------------------- | --------------------- | ----------------------------- | ----------------------------- |
| Усечение (t)                                  | t{p, q} ·         | Усечённый тетраэдр        | Усечённый куб         | Усечённый октаэдр     | Усечённый додекаэдр           | Усечённый икосаэдр            |
| Полное усечение (r) Амвон (a)                 | r{p, q} ·         | Тетратетраэдр             | Кубооктаэдр           | Кубооктаэдр           | Икосододекаэдр                | Икосододекаэдр                |
| Глубокое усечение (2t) (dk)                   | 2t{p, q} ·        | Усечённый тетраэдр        | усечённый октаэдр     | усечённый куб         | усечённый икосаэдр            | усечённый додекаэдр           |
| Двойное полное усечение (2r) Двойственный (d) | 2r{p, q} ·        | тетраэдр                  | октаэдр               | куб                   | икосаэдр                      | додекаэдр                     |
| Скашивание (rr) Растяжение (e)                | rr{p, q} ·        | Кубооктаэдр               | Ромбокубооктаэдр      | Ромбокубооктаэдр      | ромбоикосододекаэдр           | ромбоикосододекаэдр           |
| Плосконосое спрямление (sr) Спрямление (s)    | sr{p, q} ·        | плосконосый тетратетраэдр | плосконосый куб       | плосконосый куб       | плосконосый икосододекаэдр    | плосконосый икосододекаэдр    |
| скос-усечение (tr) Скашивание (b)             | tr{p, q} ·        | Усечённый октаэдр         | Усечённый кубооктаэдр | Усечённый кубооктаэдр | Ромбоусечённый икосододекаэдр | Ромбоусечённый икосододекаэдр |

Заметим двойственность между кубом и октаэдром и между додекаэдром и икосаэдром. Также, частично вследствие самодвойственности тетраэдра, только одно архимедово тело имеет только одну тетраэдральную симметрию.